# Jorge Sanabria
Jorge Armando Sanabria (Paso de los Libres, 8 de septiembre de 1952) es un exfutbolista y entrenador argentino que jugó  como delantero.

## Trayectoria
Jorge Sanabria estuvo desde Divisiones inferiores y a los 16 años debutó en el Club Atlético Excursionistas. Permaneció hasta 1975. Luego tuvo un paso por Huracán, donde disputó 133 partidos de Liga y marcó 52 goles.
En 1977 pasó por Unión Magdalena de Colombia donde esperimentó un mundo cercano a la crueldad y el narcotráfico, donde la mayoría de los directivos andaban armados y los jugadores tenían estrecha relación con las drogas. En pocos meses volvió a la Argentina donde jugó en Argentinos Juniors,  Central Norte de Salta y Quilmes.
En 1983, Sanabria fichó por el club salvadoreño Águila, donde los jugadores eran precionados por la guerrilla salvadoreña,
donde dijo: "Ellos (las guerrillas) pararon el autobús. "Colaboración para la causa... ", dijeron y te pidieron dinero. Eran del FMLN. Teníamos un brasileño en el equipo. Y una vez quisieron quitárnoslo. "Tú, brasileño, vienes con nosotros a la montaña. El tipo se puso a llorar, pero nada. "Ven". Y nosotros, en ese momento, teníamos al jugador que le había marcado el único gol a El Salvador en el Mundial de España: Zapata. Habló con la guerrilla para que No aceptaría al brasileño".
Después, Sanabria fichó junto a René Houseman por el AmaZulu de Sudáfrica, donde dijo: "Voy a un equipo donde eran todos negros. El fútbol allí, en general, era negro. Llegué y, primero, la mirada..., un tal rechazo..., intenté tocarlos y se alejaron como si uno fuera un animal. Cuando me acerqué a un niño, pensó que le iba a pegar.
Luego de volver de Sudáfrica, habiendo jugado en el AmaZulu Football Club en 1984, decide finalizar su carrera deportiva incursionando en varios equipos del interior de Argentina, como: Sportivo Rivadavia, Sportivo Baradero, Leandro N. Alem, Atlético Ledesma, Club Mercedes, Boca Juniors de Tres Arroyos y finalizando su recorrida en el  Club Casino Iguazú de San Luis con casi 40 años de edad.

### Como entrenador
Trayectoria como entrenador: 
- Hyogo Kakogawa
- Deportivo Muñiz